# Artimpaza obscura
Artimpaza obscura är en skalbaggsart som beskrevs av Gardner 1926. Artimpaza obscura ingår i släktet Artimpaza och familjen långhorningar.
Artens utbredningsområde är Nepal. Inga underarter finns listade.